# هندسة نووية
الهندسة النووية هي فرع الهندسة المعني بتطبيق تحطيم النوى الذرية (الانشطار) أو الجمع بين النواة الذرية (الاندماج)، أو مع تطبيق العمليات النووية الأخرى على أساس مبادئ الفيزياء النووية. في المجال الفرعي للانشطار النووي، يشمل بشكل خاص تصميم وتفاعل وصيانة الأنظمة والمكونات مثل المفاعلات النووية أو محطات الطاقة النووية أو الأسلحة النووية. يشمل الحقل أيضًا دراسة التطبيقات الطبية والتطبيقات الأخرى للإشعاع، وخاصة الإشعاعات المؤينة، والسلامة النووية، ونقل الحرارة (الديناميكا الحرارية)، والوقود النووي، أو التكنولوجيا الأخرى ذات الصلة (مثل التخلص من النفايات المشعة) ومشاكل الانتشار النووي. يشمل هذا المجال أيضًا الهندسة الكيميائية والهندسة الكهربائية أيضًا.

## قياسات الإشعاع والتّصوير
المهندسون النوويون وعلماء الإشعاع يهتمّون بتطوير قياسات إشعاع التأيين الأكثر تقدما وأنظمة الكشف، واستعمالها لتحسين تقنيات التّصوير. يتضمّن هذا تصميم الكاشف، الصناعة والتحليل، قياسات المعاملات الذرّية والنووية الأساسية، وأنظمة التّصوير الإشعاعي، بين الأشياء الأخرى.

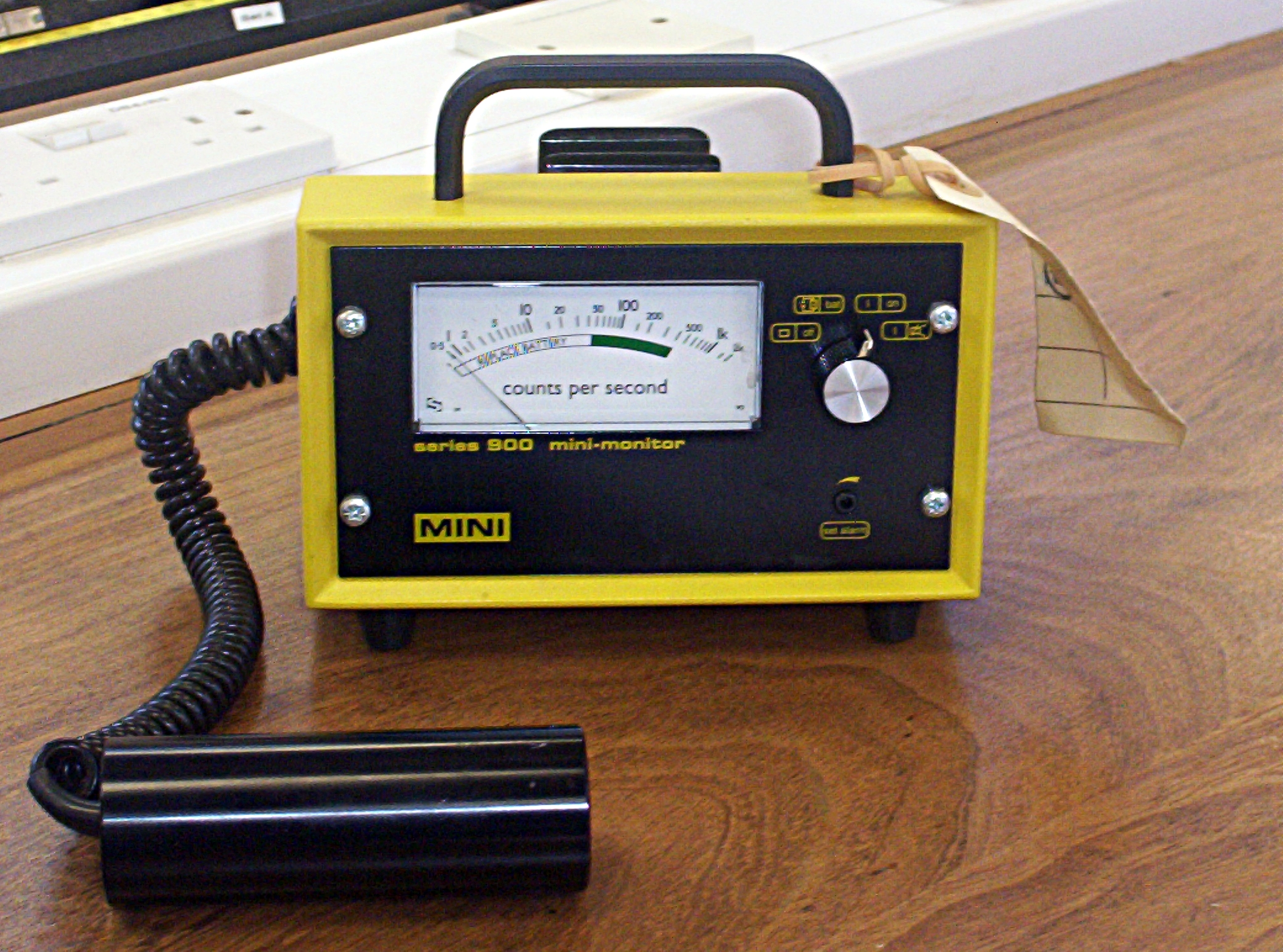
عداد غايغر الحديث
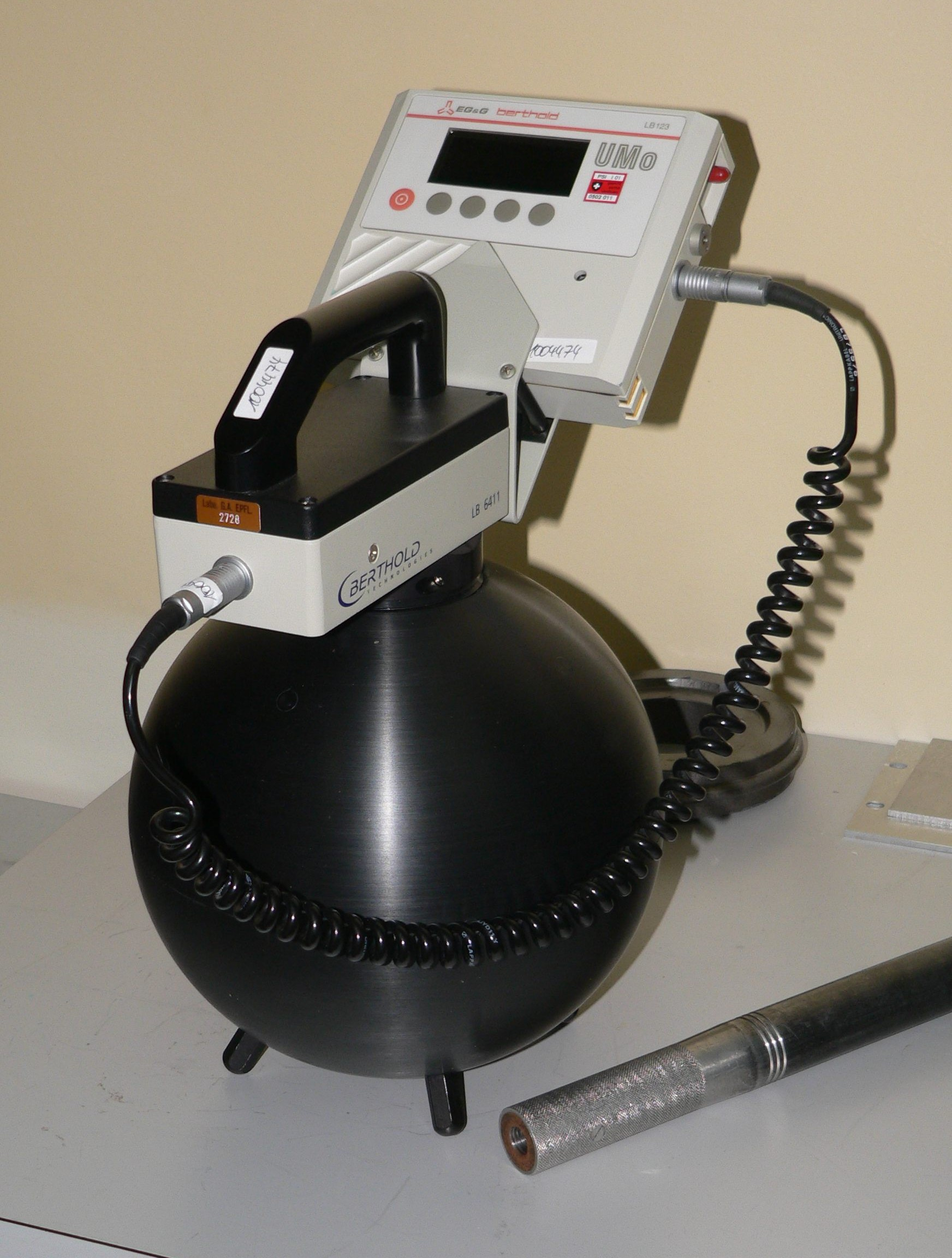
كاشف النيوترون
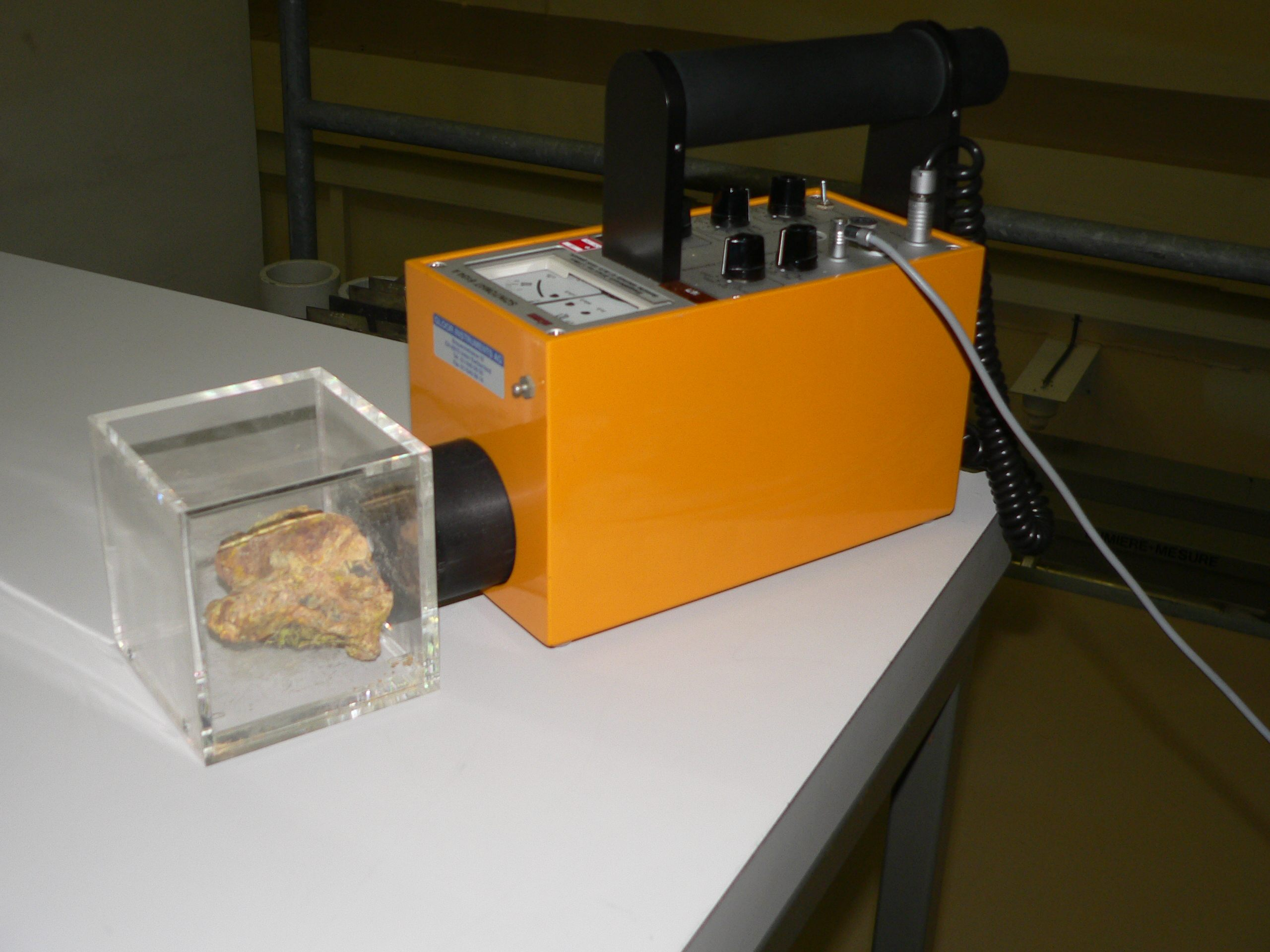
عداد وميضي قريب من الأورانينيت